# 皮基尼
皮基尼（法語：Picquigny，法語發音：[pikiɲi]）是法国上法蘭西大區索姆省的一个市镇，属于亚眠区。

## 地理
皮基尼（49°56'39"N, 2°8'37"E）面积10.31 平方千米，位于法国上法蘭西大區索姆省，该省份为法国北部沿海省份，北起加来海峡省和北部省，西接滨海塞纳省和大西洋英吉利海峡，南至瓦兹省，东临埃纳省。
与皮基尼接壤的市镇（或旧市镇、城区）包括：索姆河畔阿伊、索姆河畔贝卢瓦、博韦勒、布雷伊、拉绍塞蒂朗库尔、克鲁伊-圣皮埃尔、富德里努瓦、赛斯瓦勒。
皮基尼的时区为UTC+01:00、UTC+02:00（夏令时）。

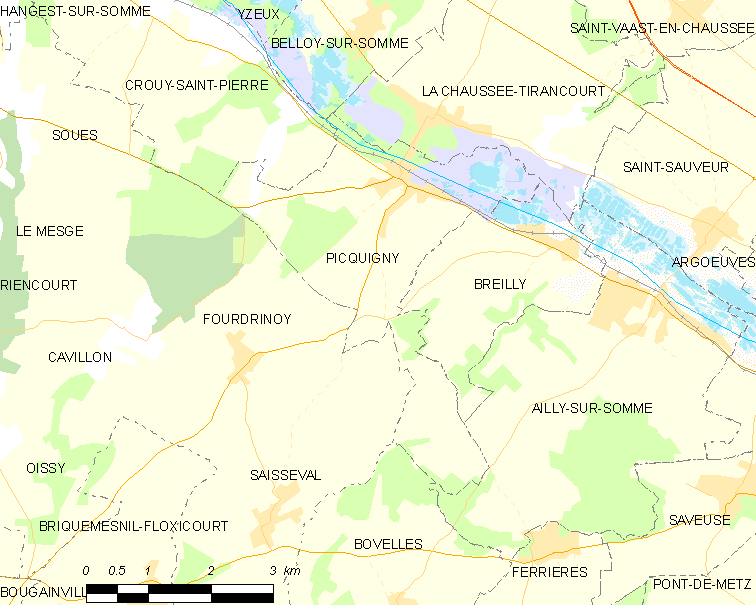
皮基尼的OSM定位图

## 行政
皮基尼的邮政编码为80310，INSEE市镇编码为80622。

## 政治
皮基尼所属的省级选区为索姆河畔阿伊县。

## 人口

1962-2008年间皮基尼人口变化图示

皮基尼于2022年1月1日时的人口数量为1275人。